# San Ildefonso Ixtahuacán
San Ildefonso Ixtahuacán est une ville du Guatemala dans le département de Huehuetenango.